# Gare de Tessala El Merdja
La gare de Tessala El Merdja est une gare ferroviaire algérienne située sur le territoire de la commune de  Douera, dans la wilaya d'Alger.

## Situation ferroviaire
La gare est située sur ligne de Birtouta à Zéralda, entre les gares de  Birtouta et de Sidi Abdellah.
| \| Alger Tessala El Merdja Aéroport d'Alger Zéralda Birtouta Réghaïa \| Localisation de la gare de Tessala El Merdja dans la wilaya d'Alger. |
| Alger Tessala El Merdja Aéroport d'Alger Zéralda Birtouta Réghaïa                                                                            |

## Service des voyageurs

### Desserte
La gare est desservie par les trains du réseau ferré de la banlieue d'Alger assurant la liaison Alger - Zéralda.

### Intermodalité
La gare est desservie par les lignes 215, 216 et 217 du réseau de bus de l'ETUSA.